# موریس رولینا
موریس رولینا (به فرانسوی: Maurice Rollinat) شاعر قرن نوزدهم میلادی اهل کشور فرانسه بود.